# PSE肉
PSE肉（ピーエスイーにく、英語: PSE meat）は食肉（豚肉）の異常肉質を指す用語。PSE豚肉とも。
「PSE」とは英語の「Pale」、「Soft」、「Exudative」の頭文字である。

## 概要
豚肉の断面の色が「淡く（pale）」、「やわらかく（soft）」、「しまりのない、水っぽい（exudative）」という状態の豚肉のこと指す。屠殺後に肉をカットした際に発見される。日本語ではふけ肉、むれ肉などとも呼ばれている。
酷い状態のPSE肉は、右利きの女性の左手にPSE肉を握らせると、あたかも濡れ雑巾を握っているかのように水が滴下してくる。
このような豚肉は、保水力や結着力が低く、クッキングロスが多くて、風味も悪い。

## 原因
豚の遺伝的な形質と、屠殺前に豚に与えられたストレスなどが原因と考えられている。

### ストレス
アメリカ合衆国ではPSE肉発生の原因究明の一環として、ストレスに対し感受性の強いポーランドチャイナ種とストレスに抵抗性の強いチェスターホワイト種との比較試験が行われており、1962年の試験報告ではポーランドチャイナ種で25.9%のPSE肉の発生率が観察されている。ヨーロッパでも同様に産肉性が比較的高いベルギーランドレース種において、成育中の高い死亡率とPSEに極めてなり易いことが観察されている。

食肉の生産は動物に死を与えてから行われるものであるが、死後には経時的に筋肉中のクレアチンリン酸、アデノシン三リン酸の量が減少していき、あるレベルまで減少すると筋肉の伸長性が失われて硬直状態にはいる。

解糖作用を通じて筋肉に蓄積される乳酸の量はpHの数値として現れるため、pHは筋肉の変化を知るのに適切なパラメータの1つであるとも言える。法医学の分野では古くから、死後の経過時間を推定するのに乳酸量。解糖系の中間生産物、pHなどを測定する方法が用いられており、検体が苦悶死か、あるいは安楽死かなどによってもこれらの物質のレベルや分解速度が異なる。
PSE肉についても、同様の観点から筋肉中のpHを観察研究する報告が多数行われており、pHの死後変化が速い場合、すなわち、苦悶や興奮を与えてから致死させた豚のほうがPSE肉になりやすいことが判明している。

### 温度
屠殺前後の環境温度の差異、屠殺した豚の筋肉が硬直開始する前期と硬直期に至るまでの時間が温度によってもまた筋肉の伸長性が失われる状態は異なり、上述のストレス感受性/抵抗性の有無と合わせると顕著な差が出てくる。

### 筋肉の変化
正常な筋肉とPSE筋肉とでは、形態的な面からもいくつの差異が確認されている。
PSE筋肉では、正常な筋肉と比べると、筋肉内の筋フィラメントがスムーズな糸状ではなく、粒状になっていることが観察されている。筋フィラメントそのものは死後硬直しても、筋フィラメント自体は短縮しないので、正常であれば硬直期に入っても粒状に見えることはない。
屠殺後初期に豚の体温度が高い間に代謝性アシドーシスが促進されて短時間内に多量の乳酸が生成され、筋肉のpHが急低下したことにより、筋肉の収縮性および調節性蛋白質が変性したものである。

## 歴史
1954年にデンマークにおいて発表された事例が、初めての研究報告となる。発表後、ヨーロッパ、アメリカのみならず、日本においても同様の事例が多数確認されている。

## 対策

### 炭酸ガス麻酔
デンマークのブチナ社ではガス麻酔装置（二酸化炭素80%の空気を2.75秒間吸入させる）を用いて屠殺を行っており、PSE発生率が極めて低い。しかしながら、ガス麻酔装置への追込みには電気ムチを使用しており、ストレス負荷は大きい。
電気式スタニング（180ボルトで10秒）とガス麻酔装置とそれぞれの方法で屠殺した後の筋肉のpHを経時的な測定比較では、電気式ではpHが一方的に低下し24時間後には極限pHまで低下したのに対し、ガス麻酔では屠殺直後（30分後）ではpHが低く、以後3時間後まではやや上昇し、それ以後は徐々に低下している。屠殺初期の低pHは炭酸イオン濃度の測定結果が電気式の筋肉の4倍近い値であって、明らかに呼吸性アシドーシスによるものであって、以後には炭酸脱水酵素の作用や溶解度の関係で炭酸イオン濃度が低下するためpHが上昇している。これによって、代謝性アシドーシスの進行が抑制され、PSE発生率が低くなる。
また、アドレナリンのβ2受容体受容体遮断剤であるブトキサミンを投与後に屠殺したラットにおいては、ガス麻酔式では完全に乳酸生成が抑制されたことが確認されている。